# Larry Ann
Larry Ann también conocido como Freedom, es una variedad cultivar de ciruelo (Prunus salicina), de las denominadas ciruelas japonesas.
Una variedad que fue obtenida en la década de 1980 de plántula de padres no identificados, en el Valle del Maipo de la Región Metropolitana de Chile central de las denominadas ciruelas japonesas (Prunus salicina).
Las frutas tienen un tamaño grande, siendo la piel de color púrpura oscuro a rojizo, cubierta casi en su totalidad blanquecino, con numerosos puntos de tamaño medio algunas pequeñas, y tiene una pulpa amarilla anaranjada variable, textura crujiente, extremadamente jugosa, con muy buen sabor.

## Sinonimia
- "Freedom",
- "Larry Anne",
- "Larry An".

## Historia
'Larry Ann' variedad de ciruela, obtenida en la década de 1980 de plántula de padres no identificados, en el Valle del Maipo de la Región Metropolitana de Chile central de las denominadas ciruelas japonesas (Prunus salicina).
'Larry Ann' también conocida como 'Freedom' no tiene registro de patente. Fue introducida en los circuitos comerciales de Europa y Estados Unidos desde 2000.

## Características
'Larry Ann' árbol medio y vigoroso, siendo su fuerte crecimiento cerrado y erguido una característica notable de la variedad, bastante productivo. Flor blanca, que en Chile tiene un tiempo de floración tardía que comienza a partir del 18 de octubre con el 10% de floración, para el 21 de octubre tiene una floración completa (80%), y para el 8 de noviembre tiene un 90% de caída de pétalos. Es auto estéril necesita un polinizador adecuado.
'Larry Ann' tiene una talla de fruto de grande, de forma ligeramente ovalada sobre todo en la zona peduncular, ligeramente asimétrico; epidermis tiene una piel crocante, a menudo con "ruginoso"/"russetting", siendo la piel de color púrpura oscuro violáceo (RHS 187A, se considera una ciruela negra), recubierta de ligera pruina, fina blanquecina, con numerosos puntos de tamaño medio algunas pequeñas, y tiene una pulpa amarilla anaranjada variable, textura crujiente, extremadamente jugosa, con buen sabor en la etapa de maduración de la cosecha, que va madurando muy lentamente, cuando está madura para comer tiene un sabor muy dulce y agradable con un buen aroma, excepcionalmente dulce con 11º a 13° º brix (equiparable en dulzor a 'Angeleno' que tiene 13° brix).
Hueso semi adherente, pequeño, elíptico, aplanado, surcos poco marcados, superficie rugosa.
Su tiempo de recogida de cosecha se inicia en su maduración del 20 de marzo al 10 de abril en las condiciones del Valle del Maipo de Santiago, en Chile lo que facilita su exportación a los países del hemisferio norte en época fuera de temporada. Se puede almacenar en perfectas condiciones de 75 a 90 días. En España tiene una maduración tardía sobre el 18 de agosto.

## Progenie
'Costanza®' variedad de ciruela, se originó de una iniciativa del proyecto  dirigido por Jose Domingo Godoy Huidobro, efectuando polinización de la variedad 'Angeleno' (U.S. Plant Pat. No. 2,747) como "Parental Hembra" x polen de la variedad 'Larry Ann' (sin patente) como "Parental Macho" ambas  de las denominadas ciruelas japonesas (Prunus salicina).

## Usos
Una muy buena ciruela de postre fresco en mesa, y también en la elaboración de una bebida destilada alcohólica.

## Polinización
Aunque es semi auto polinizable, para una abundante productividad son necesarias variedades polinizadoras tal como 'Angeleno', Costanza (U.S. Plant Pat. No. USPP17637P3).